# فيليب ستويكوفيتش
فيليب ستويكوفيتش (بالصربية: Филип Стојковић)‏ هو لاعب كرة قدم صربي في مركز الدفاع، ولد في 22 يناير 1993 في Ćuprija ‏ في صربيا. شارك مع منتخب صربيا تحت 19 سنة لكرة القدم ومنتخب صربيا تحت 21 سنة لكرة القدم. أما مع النوادي، فقد لعب مع النجم الأحمر بلغراد ونادي تشوكاريتشكي.

## وصلات خارجية
- فيليب ستويكوفيتش على موقع الاتحاد الأوربي (الإنجليزية)
- فيليب ستويكوفيتش على موقع قاعدة بيانات كرة القدم.إي يو (الإنجليزية)
- فيليب ستويكوفيتش على موقع ناشيونال فوتبول تيمز (الإنجليزية)
- فيليب ستويكوفيتش على موقع Soccerbase.com (لاعب) (الإنجليزية)
- فيليب ستويكوفيتش على موقع Soccerway.com (الإنجليزية)
- فيليب ستويكوفيتش على موقع عالم كرة القدم.نت (الإنجليزية)
- فيليب ستويكوفيتش على موقع AS.com (الإسبانية)